# Lista de episódios de Continuum
Continuum é uma série canadense de ficção científica que se centra sobre o conflito entre uma policial e um grupo de rebeldes a partir do ano de 2077 e voltam no tempo até o ano de 2012. A série estreou em Showcase em 27 de maio de 2012. 

## Visão Global da Série
| Temporada | Temporada | Episódios | Foi ao ar             | Foi ao ar             | Lançamento em DVD | Lançamento em DVD | Lançamento em DVD |
| Temporada | Temporada | Episódios | Estreia da Temporada  | Final da Temporada    | Região 1          | Região 2          | Região 4          |
| --------- | --------- | --------- | --------------------- | --------------------- | ----------------- | ----------------- | ----------------- |
|           | 1         | 10        | 27 de maio de 2012    | 05 de Agosto de 2012  |                   | —                 |                   |
|           | 2         | 13        | 21 de abril de 2013   | 07 de Julho de 2013   |                   | —                 |                   |
|           | 3         | 13        | 14 de março de 2014   | 22 de Junho de 2014   |                   | —                 |                   |
|           | 4         | 6         | 4 de setembro de 2015 | 09 de Outubro de 2015 |                   | —                 |                   |

## Lista de Episódios

### Temporada 1: 2012
Primeira temporada de Continuum contém 10 episódios.
| Nº | #  | Título                 | Diretor(es) | Escritor(es) | Exibição origina     | Código | Audiência (em milhões) |
| --- | -- | ---------------------- | ----------- | ------------ | -------------------- | ------ | ---------------------- |
| 1 | 1  | "A Stitch in Time"     | -           | -            | 27 de maio de 2012   | S01E01 | -                      |
| A policial Kiera Cameron perde tudo o que ela tem e se encontra em uma nova missão quando ela e oito perigosos terroristas são transportados do ano de 2077 de volta a 2012 durante a tentativa dos terroristas escaparem da execução. Ela assume uma nova identidade e se junta ao departamento de polícia, a fim de parar o reinado de violência dos criminosos. Ao longo do caminho, ela faz amizade com Alec Sadler, um gênio de 17 anos de idade, que um dia vai criar a tecnologia em que seu mundo é construído. |    |                        |             |              |                      |        |                        |
| 2 | 2  | "Fast Times"           | -           | -            | 03 de Junho de 2012  | S01E02 | -                      |
| Pretensão de ser um oficial da polícia de Portland Kiera não duram muito tempo, e ela logo se vê preso. Ela consegue se livrar e com a ajuda do jovem Alec Sadler, cria um perfil para si mesma que convence a polícia que ela é uma agente do governo disfarçado de modo profundo que que eles não podem descobrir quem ela realmente trabalha. Ela sabe que os membros do Liber8 está tentando voltar ao seu próprio tempo e ela tem toda a intenção de viajar junto com eles e se reunir com seu filho. Sua primeira tentativa falhar, mas quando Liber8 seqüestrar uma universidade ... [Fonte: http://www.imdb.com/ (Google Translate)]                                                                 |    |                        |             |              |                      |        |                        |
| 3 | 3  | "Wasting Time"         | -           | -            | 10 de Junho de 2012  | S01E03 | -                      |
| Kiera e Carlos investigar duas mortes em que as vítimas tiveram grandes furos cilíndricos de incisão nas costas de seus pescoços. Uma revisão de DNA das vítimas revelam um gene particular, que seria usado em um super-soldado do futuro. Na verdade, a glândula pituitária das vítimas foram removidos. Desconhecido para Kiera, Travis é muito doente e as glândulas são necessários para sintetizar uma cura. Ele está em seu leito de morte, no entanto levando alguns no grupo para começar a disputa por posição na esperança de substituí-lo. Uma pessoa do grupo organiza para atender Kiera, mas pode ser apenas uma armadilha. [Fonte: http://www.imdb.com/ (Google Translate)]                  |    |                        |             |              |                      |        |                        |
| 4 | 4  | "Matter of Time"       | -           | -            | 17 de Junho de 2012  | S01E04 | -                      |
| Kiera e Carlos investigar o assassinato de um professor Ames que estava experimentando com um dispositivo de alta energia. É evidente que a arma usada para matá-lo é bastante avançado e Kiera acredita que poderia ser o trabalho de Liber8. Seu aluno de pós-graduação, Shane Mathers se oferece para ajudá-los, mas descobre que todos os arquivos do professor foram roubados. Eles suspeitam Dr. Melissa Dobeck, um ex-sócio que dividir com Ames depois de um desacordo sobre a titularidade da propriedade intelectual, mas ela nega ter qualquer coisa a ver com isso. Eles atingiram uma parede de tijolos, quando o militar toma ... [Fonte: http://www.imdb.com/ (Google Translate)]             |    |                        |             |              |                      |        |                        |
| 5 | 5  | "A Test of Time"       | -           | -            | 24 de Junho de 2012  | S01E05 | -                      |
| Edouard Kagame tem um plano para se livrar de Kiera uma vez por todas: por matar sua avó Lily Cole para que Kiera nunca vai nascer. A primeira mulher matam pelo nome de Lilly Cole acaba por ser a mulher errada e quando Kiera ouve a notícia que ela sabe exatamente o que ele está fazendo. Ela sai em busca de sua avó, mas não está completamente pronto para o punk grávida e desabrigados encontra vivendo na rua. Kellogg dá-lhe uma cabeça, mas uma Kagame suspeito já tomou um seguro contra ele. O jogo que estão jogando logo se torna tit for tat sem ... [Fonte: http://www.imdb.com/ (Google Translate)]                                                                                     |    |                        |             |              |                      |        |                        |
| 6 | 6  | "Time's Up"            | -           | -            | 06 de Julho de 2012  | S01E06 | -                      |
| Liber8 é apoiar activamente e incentivando protestos violentos, mas tudo fica muito sério quando eles sequestram o CEO da Exotrol, Henrietta Sherman. Kiera suspeita Liber8 estava por trás da violência no protesto para fornecer cobertura para o seqüestro. Um vídeo de Sherman em breve na internet e seus seqüestradores demandas, US $ 20 milhões em dinheiro, é revelado. É tudo parte de um jogo, porém, como Edouard Kagame decide colocar a decisão de matar ou libertá-la a um voto Internet. Acontece que alguém dentro Exotrol pode estar trabalhando com Liber8. Enquanto Kiera está longe, Kellogg ... [Fonte: http://www.imdb.com/ (Google Translate)]                                       |    |                        |             |              |                      |        |                        |
| 7 | 7  | "The Politics of Time" | -           | -            | 15 de Julho de 2012  | S01E07 | -                      |
| Carlos encontra-se a investigar o assassinato de uma mulher que ele dormiu com a noite antes de sua morte. Ele havia recebido um telefonema de um velho amigo, Jim Martin, que estava tendo uma discussão com o jornalista Alicia Fuentes. Carlos sabia Alicia, a pegou e depois do jantar passou a maior parte da noite em seu apartamento. Quando encontrá-la morta na manhã seguinte, ele não conta a ninguém, nem mesmo Kiera, que ele estava lá até cerca de 1:30. Martin está concorrendo a eleição como o chefe do sindicato dos trabalhadores da doca local em uma plataforma de limpar as práticas corruptas do sindicato. Alec, entretanto, é ... [Fonte: http://www.imdb.com/ (Google Translate)] |    |                        |             |              |                      |        |                        |
| 8 | 8  | "Playtime"             | -           | -            | 22 de Julho de 2012  | S01E08 | -                      |
| Kiera e Carlos investigar dois assassinatos em que os atiradores imediatamente cometeu suicídio depois de eliminar suas vítimas. Ambos eram testadores de software para uma empresa de jogos de computador local que tem sido o desenvolvimento de um programa de imersão holográfica e Kiera decide experimentá-lo. Os efeitos sobre ela estão devastando. Não só seus componentes eletrônicos internos se descontrolam, ela agora está sob o controle de Edouard Kagame e Liber8. Alec trabalha freneticamente para reiniciar seus processadores, mas também encontrar um arquivo previamente desconhecido endereçada a ele. [Fonte: http://www.imdb.com/ (Google Translate)]                              |    |                        |             |              |                      |        |                        |
| 9 | 9  | "Family Time"          | -           | -            | 29 de Julho de 2012  | S01E09 | -                      |
| Kiera e Carlos visitar a fazenda de Roland Randol para check-up em um número excessivamente grande de compra de fertilizante agrícola. Kiera é um pouco surpreso de encontrar Alec lá, não percebendo que Randol é seu padrasto. Randol assegura-lhes que houve um erro e que ele nunca compraram tanto fertilizante como eles dizem. Quando se verificar o galpão de armazenamento no entanto, eles encontram um caminhão equipado com os produtos químicos e prontos para o uso como uma bomba. É filho Julian Randol e seus amigos que estão olhando para fazer uma declaração, embora o mais velho Randol nunca pregou a violência. Carlos é ... [Fonte: http://www.imdb.com/ (Google Translate)]        |    |                        |             |              |                      |        |                        |
| 10 | 10 | "End Times"            | -           | -            | 05 de Agosto de 2012 | S01E10 | -                      |
| Depois de passar a noite com a Kellog, Kiera encontra Jason, que a convence de que ele estava na sala de controle quando o dispositivo de viagem no tempo saiu apenas que ele foi enviado de volta a 1992 e há 20 anos tem sido esperando por este dia especial - o dia a bomba explode off matando muitas pessoas e começar a evolução no mundo do futuro. Eles conseguem evacuar o prédio onde eles acham que a explosão vai ocorrer. Ele não funciona como planejado e desconhecido para Kiera, o ataque terrorista é tudo parte de um plano que foi idealizada em 2077. [Fonte: http://www.imdb.com/ (Google Translate)]                                                                                 |    |                        |             |              |                      |        |                        |

### Temporada 2: 2013
Segunda temporada de Continuum contém 13 episódios.
| Nº | #  | Título            | Diretor(es)    | Escritor(es)                            | Exibição original    | Código | Audiência (em milhões) |
| --- | -- | ----------------- | -------------- | --------------------------------------- | -------------------- | ------ | ---------------------- |
| 11 | 1  | "Second Chances"  | -              | -                                       | 21 de Abril de 2013  | S02E01 | -                      |
| Ainda perturbado com a mensagem que ele recebeu de seu próprio futuro, Alec está mentindo baixo e fazendo o seu melhor para evitar Kiera. Ele saiu de casa, mas ignora apelos de sua mãe para voltar para casa. Kiera tem pouca dificuldade para encontrá-lo e eles estão trabalhando juntos em breve. Numa conferência de imprensa no City Plaza bombardeio do prefeito é morto. Carlos e Kiera atender e ela quer operar fora dos limites da polícia, mas reconsidera quando Carlos diz a ela que ele e os trabalhos de Dillon estão na linha. Desde as imagens de CCTV disponíveis e com a ajuda de Alec, Kiera encontra rapidamente de onde o ... [Fonte: http://www.imdb.com/ (Google Translate)]                  |    |                   |                |                                         |                      |        |                        |
| 12 | 2  | "Split Second"    | -              | -                                       | 28 de Abril de 2013  | S02E02 | -                      |
| Alec começa seu trabalho na loja de informática, mas sua iniciativa não é apreciado por seu novo chefe. Matthew Kellog tem uma melhor proposta para ele. Quando Sonya descobre que Travis está viva, ela inventa um plano que irá levá-lo transferido para outra prisão. Seu plano é matá-lo. Kiera assume a transferência foi organizado por Liber8 e inventa um chamariz, mas são logo para ela. É claro que há uma toupeira no Vancouver PD. Como Kiera e Carlos fazem o seu melhor para manter Travis sob custódia parece um terceiro grupo está fora para começá-lo bem. [Fonte: http://www.imdb.com/ (Google Translate)]                                                                                          |    |                   |                |                                         |                      |        |                        |
| 13 | 3  | "Second Thoughts" | -              | -                                       | 05 de Maio de 2013   | S02E03 | -                      |
| Sonya continua expandindo negócios do Liber8 com gangue de motoqueiros Reis da Coalizão, que realizou o assassinato prefeitos. Travis, entretanto, tem seus próprios planos, não só para acabar com o controle de Sonya, mas para unificar todas as diferentes gangues criminosas no processo. Um tiroteio no aeroporto, onde quatro reis da coalizão são mortos por um único atirador Kiera leva a acreditar que Travis tem ido para a guerra com Sonya e seus associados. Depois de entrar em um acidente de carro, Alec pega uma carona para casa de Kiera. O motorista tinha tomado uma droga chamada flash, mas Kiera diz a ele que não deve estar disponível ... [Fonte: http://www.imdb.com/ (Google Translate)] |    |                   |                |                                         |                      |        |                        |
| 14 | 4  | "Second Skin"     | -              | -                                       | 12 de Maio de 2013   | S02E04 | -                      |
| Facção Travis 'de Liber8 tomou para explodir os caminhões-tanque de gás e petróleo. É uma eficaz medida de relações públicas e do público está comprando para ele. Alec acredita que outro viajante do tempo chegou em Vancouver e Kiera tem a intenção de encontrar quem quer que seja. Ela está sob o olhar atento do CSIS agente Gardiner no entanto. Quando Kiera encontra o viajante do tempo, ela também encontra um velho amigo e que a situação não é bem o que ela esperava. Kiera precisa encontrar terno especial da amiga e tanto Travis e Sonya estão olhando para ele também. Enquanto isso Alec faz um novo amigo, ... [Fonte: http://www.imdb.com/ (Google Translate)]                                  |    |                   |                |                                         |                      |        |                        |
| 15 | 5  | "Second Opinion"  | -              | -                                       | 26 de Maio de 2013   | S02E05 | -                      |
| É o aniversário de seu filho Sam e Kiera é de sorts.Vancouver PD tem um novo chefe de polícia e Insp. Dillon é substituído pelo Insp. Nora Harris, cuja principal tarefa é encontrar a toupeira no departamento. Dillon adverte Kiera para vê-la de volta e ela está logo sendo interrogado por Harris e CSIS agente Gardiner. Quando as coisas ficam um pouco irritado com Gardiner, Kiera descobre que ela foi levada para fora de linha por um de seus programas internos, um terapeuta cognitivo, que corta a comunicação com Alec, a fim de realizar uma avaliação psicológica. O programa diz a ela que vai apagar suas memórias se . [Fonte: http://www.imdb.com/ (Google Translate)]                            |    |                   |                |                                         |                      |        |                        |
| 16 | 6  | "Second Truths"   | -              | -                                       | 02 de Junho de 2013  | S02E06 | -                      |
| Kiera encontra-se a trabalhar com Carlos em um caso de assassinato, o trabalho de um serial killer. Ela não está totalmente familiarizado com o caso, como ela havia estudado em 2077. Uma coisa que ela sabe é que o caso nunca foi resolvido, apesar de haver um total de 38 vítimas. Ela sabe que as vítimas eram todas molesters criança e que os corpos foram deixados em uma antiga rota de ônibus semi-circular. Enquanto ela tenta transmitir isso para Carlos, ele simplesmente não consegue entender onde ela está recebendo a informação. Enquanto isso, o relacionamento de Alec com sua nova amiga Emily parece estar se desenvolvendo muito bem. É ... [Fonte: http://www.imdb.com/ (Google Translate)]   |    |                   |                |                                         |                      |        |                        |
| 17 | 7  | "Second Degree"   | -              | -                                       | 09 de Junho de 2013  | S02E07 | -                      |
| Kiera visita o túmulo de sua amiga Elena apenas para descobrir que alguém tenha retirado seu corpo. Ela assume que tem de ter sido tomada por alguém que sabia que ela era do futuro. Ela descobre que um agente Warren da Seção 6 já recuperou os dois Liber8 corpos do necrotério e enviado-los a um destino desconhecido. Enquanto isso, o julgamento de Julian Randall está marcada para começar. Kiera vê Sonya no tribunal, mas ela consegue fugir. Kiera detecta que um dos jurados está agindo estranhamente e pensa Sonya pode ter começado com ele. Alec está chateado quando sua mãe encontra-se na ... [Fonte: http://www.imdb.com/ (Google Translate)]                                                     |    |                   |                |                                         |                      |        |                        |
| 18 | 8  | "Second Listen"   | -              | -                                       | 16 de Junho de 2013  | S02E08 | -                      |
| Kiera e CSIS agente Gardiner começar a trabalhar juntos e tentar localizar os corpos roubados do necrotério. Eles bateram um beco sem saída. Kiera visita Usher, que diz a ela sobre freelancers que marcas de tatuagem entre os dedos. A polícia não encontrar duas mortes onde foram encontradas essas tatuagens. Emery Wallace e Tommy Oliver não têm muito em comum, mas vontades deles foram tratados pelo mesmo escritório de advocacia, Fisker & Associates, e ambos tiveram o mesmo beneficiário, o Sr. Warren, o mesmo homem Gardiner viu dirigir o caminhão com o necrotério corpos. Alec começa a trabalhar com Jason que está provando ... [Fonte: http://www.imdb.com/ (Google Translate)]                 |    |                   |                |                                         |                      |        |                        |
| 19 | 9  | "Seconds"         | Michael Rohl   | Raul Sanchez Inglis                     | 7 de Julho de 2013   | S02E09 | -                      |
| A mãe de Alec é baleada por uma bala destinada a Julian, enquanto nova Força de Intervenção Anti-Liber8 de Dillon é testada, enquanto Kiera deve decidir até onde ela vai para prevenir o futuro de Julian. |    |                   |                |                                         |                      |        |                        |
| 20 | 10 | "Second Wave"     | Michael Rohl   | Matt Venables                           | 14 de Julho de 2013  | S02E10 | -                      |
| Kiera é atraída para uma emboscada e levada como refém pelos seguidores fanáticos de Julian, sedento por vingança depois da sua tortura. Alec ativa o chip militar desactivado no cérebro Travis, na esperança de o capturar. Mas o caçador torna-se presa em breve. |    |                   |                |                                         |                      |        |                        |
| 21 | 11 | "Second Guess"    | Simon Barry    | Sam Egan                                | 21 de Julho de 2013  | S02E11 | -                      |
| Uma incessante, cada vez mais devastadora onda de ataques cibernéticos causa estragos na infra-estrutura de Vancouver. Kiera e Carlos caçam o hacker, mas as evidências apontam para um aliado em seu meio - Alec. |    |                   |                |                                         |                      |        |                        |
| 22 | 12 | "Second Last"     | Amanda Tapping | Shelley Eriksen & Jonathan Lloyd Walker | 28 de Julho de 2013  | S02E12 | -                      |
| De pior para catástrofe; Travis põe as suas mãos num fato CPS de Elena, e cabe a Kiera e Carlos para detê-lo. Alec e Emily batalham para escapar dos misteriosos Freelancers. |    |                   |                |                                         |                      |        |                        |
| 23 | 13 | "Second Time"     | Pat Williams   | Simon Barry                             | 04 de Agosto de 2013 | S02E13 | -                      |
| Kiera apressa-se em resgatar Alec de si mesmo e proteger as suas poucas chances de ir para casa, como ele deve fazer uma difícil escolha entre resolver o dilema de Kiera ... ou o seu próprio. |    |                   |                |                                         |                      |        |                        |

### Temporada 3: 2014
Terceira temporada de Continuum contém 13 episódios.
| Nº | #  | Título                     | Diretor(es) | Escritor(es) | Exibição original   | Código | Audiência (em milhões) |
| -- | -- | -------------------------- | ----------- | ------------ | ------------------- | ------ | ---------------------- |
| 24 | 1  | "Minute by Minute"         | -           | -            | 16 de março de 2014 | S03E01 | -                      |
| 25 | 2  | "Minute Man"               | -           | -            | 23 de Março de 2014 | S03E02 | -                      |
| 26 | 3  | "Minute to Win It"         | -           | -            | 30 de Março de 2014 | S03E03 | -                      |
| 27 | 4  | "Minute Changes"           | -           | -            | 06 de Abril de 2014 | S03E04 | -                      |
| 28 | 5  | "30 Minutes to Air"        | -           | -            | 13 de Abril de 2014 | S03E05 | -                      |
| 29 | 6  | "Wasted Minute"            | -           | -            | 27 de Abril de 2014 | S03E06 | -                      |
| 30 | 7  | "Waning Minutes"           | -           | -            | 04 de Maio de 2014  | S03E07 | -                      |
| 31 | 8  | "So do Our Minutes Hasten" | -           | -            | 11 de Maio de 2014  | S03E08 | -                      |
| 32 | 9  | "Minute of Silence"        | -           | -            | 25 de Maio de 2014  | S03E09 | -                      |
| 33 | 10 | "Revolutions per Minute"   | -           | -            | 01 de Junho de 2014 | S03E10 | -                      |
| 34 | 11 | "3 Minutes to Midnight"    | -           | -            | 08 de Junho de 2014 | S03E11 | -                      |
| 35 | 12 | "The Dying Minutes"        | -           | -            | 15 de Junho de 2014 | S03E12 | -                      |
| 36 | 13 | "Last Minute"              | -           | -            | 22 de Junho de 2014 | S03E13 | -                      |

### Temporada 4: 2015
Quarta temporada de Continuum contém 6 episódios.
| Nº | # | Título                | Diretor(es) | Escritor(es) | Exibição original      | Código | Audiência (em milhões) |
| -- | - | --------------------- | ----------- | ------------ | ---------------------- | ------ | ---------------------- |
| 37 | 1 | "Lost Hours"          | -           | -            | 04 de Setembro de 2015 | S04E01 | -                      |
| 38 | 2 | "Rush Hour"           | -           | -            | 11 de Setembro de 2015 | S04E02 | -                      |
| 39 | 3 | "Power Hour"          | -           | -            | 18 de Setembro de 2015 | S04E03 | -                      |
| 40 | 4 | "Zero Hour"           | -           | -            | 25 de Setembro de 2015 | S04E04 | -                      |
| 41 | 5 | "The Desperate Hours" | -           | -            | 02 de Outubro de 2015  | S04E05 | -                      |
| 42 | 6 | "Final Hour"          | -           | -            | 09 de Outubro de 2015  | S04E06 | -                      |